# Kroatiens damjuniorlandslag i volleyboll
Kroatiens damjuniorlandslag i volleyboll representerar Kroatien i juniorsammanhang på damsidan i volleyboll. Deras främsta merit är att de vann U18-EM 2003.

## Resultat
| Sport | volleyboll |      |
| Resultat |            |      |
| \| Kronologisk resultatlista \| Kronologisk resultatlista \| Kronologisk resultatlista \| \| ------------------------- \| ------------------------- \| ------------------------- \| \| Pos. \| Tävling \| År \| \| 5 \| U20/U21-VM \| 2001 \| \| 10 \| U20/U21-VM \| 2005 \| \| 10 \| U20/U21-VM \| 2007 \| \| 8 \| U19/U20-EM[1] \| 2024 \| |            |      |
| Redigera uppgifter i faktarutan |            |      |
| Kronologisk resultatlista |            |      |
| Pos. | Tävling    | År   |
| 5 | U20/U21-VM | 2001 |
| 10 | U20/U21-VM | 2005 |
| 10 | U20/U21-VM | 2007 |
| 8 | U19/U20-EM | 2024 |

| Kronologisk resultatlista | Kronologisk resultatlista | Kronologisk resultatlista |
| ------------------------- | ------------------------- | ------------------------- |
| Pos.                      | Tävling                   | År                        |
| 5                         | U20/U21-VM                | 2001                      |
| 10                        | U20/U21-VM                | 2005                      |
| 10                        | U20/U21-VM                | 2007                      |
| 8                         | U19/U20-EM                | 2024                      |

| Tävling    | Guld | Silver | Brons |
| U19/U20-EM | -    | 1      | -     |

| Kronologisk resultatlista | Kronologisk resultatlista | Kronologisk resultatlista |
| ------------------------- | ------------------------- | ------------------------- |
| Pos.                      | Tävling                   | År                        |
|                           | U19/U20-EM                | 1994                      |
| 6                         | U19/U20-EM                | 1996                      |
| 7                         | U19/U20-EM                | 1998                      |
| 7                         | U19/U20-EM                | 2000                      |
| 11                        | U19/U20-EM                | 2002                      |
| 4                         | U19/U20-EM                | 2004                      |
| 2                         | U19/U20-EM                | 2006                      |
| 12                        | U19/U20-EM                | 2008                      |
| 12                        | U19/U20-EM                | 2016                      |
| 7                         | U19/U20-EM                | 2020                      |
|                           | Europaungdoms-OS          | 2022                      |
| 6                         | U19/U20-EM                | 2022                      |
| 5                         | Europaungdoms-OS          | 2023                      |
| 5                         | U18/U19-VM                | 2023                      |

| Tävling    | Guld | Silver | Brons |
| U19/U20-EM | -    | 1      | -     |

| Kronologisk resultatlista | Kronologisk resultatlista | Kronologisk resultatlista |
| ------------------------- | ------------------------- | ------------------------- |
| Pos.                      | Tävling                   | År                        |
|                           | U19/U20-EM                | 1994                      |
| 6                         | U19/U20-EM                | 1996                      |
| 7                         | U19/U20-EM                | 1998                      |
| 7                         | U19/U20-EM                | 2000                      |
| 11                        | U19/U20-EM                | 2002                      |
| 4                         | U19/U20-EM                | 2004                      |
| 2                         | U19/U20-EM                | 2006                      |
| 12                        | U19/U20-EM                | 2008                      |
| 12                        | U19/U20-EM                | 2016                      |
| 7                         | U19/U20-EM                | 2020                      |
|                           | Europaungdoms-OS          | 2022                      |
| 6                         | U19/U20-EM                | 2022                      |
| 5                         | Europaungdoms-OS          | 2023                      |
| 5                         | U18/U19-VM                | 2023                      |

| Tävling    | Guld | Silver | Brons |
| U17/U18-EM | 1    | 1      | -     |

| Kronologisk resultatlista | Kronologisk resultatlista | Kronologisk resultatlista |
| ------------------------- | ------------------------- | ------------------------- |
| Pos.                      | Tävling                   | År                        |
| 2                         | U17/U18-EM                | 1997                      |
| 8                         | U18/U19-VM                | 1999                      |
|                           | U18/U19-VM                | 2001                      |
| 1                         | U17/U18-EM                | 2003                      |
|                           | U18/U19-VM                | 2003                      |
| 4                         | U17/U18-EM                | 2005                      |
|                           | U18/U19-VM                | 2005                      |

| Tävling    | Guld | Silver | Brons |
| U17/U18-EM | 1    | 1      | -     |

| Kronologisk resultatlista | Kronologisk resultatlista | Kronologisk resultatlista |
| ------------------------- | ------------------------- | ------------------------- |
| Pos.                      | Tävling                   | År                        |
| 2                         | U17/U18-EM                | 1997                      |
| 8                         | U18/U19-VM                | 1999                      |
|                           | U18/U19-VM                | 2001                      |
| 1                         | U17/U18-EM                | 2003                      |
|                           | U18/U19-VM                | 2003                      |
| 4                         | U17/U18-EM                | 2005                      |
|                           | U18/U19-VM                | 2005                      |

| Tävling    | Guld | Silver | Brons |
| U16/U17-EM | -    | -      | 1     |

| Kronologisk resultatlista | Kronologisk resultatlista | Kronologisk resultatlista |
| ------------------------- | ------------------------- | ------------------------- |
| Pos.                      | Tävling                   | År                        |
| 9                         | U17/U18-EM                | 2022                      |
| 3                         | U16/U17-EM                | 2023                      |

| Tävling    | Guld | Silver | Brons |
| U16/U17-EM | -    | -      | 1     |

| Kronologisk resultatlista | Kronologisk resultatlista | Kronologisk resultatlista |
| ------------------------- | ------------------------- | ------------------------- |
| Pos.                      | Tävling                   | År                        |
| 9                         | U17/U18-EM                | 2022                      |
| 3                         | U16/U17-EM                | 2023                      |

| Webbplats | http://hos-cvf.hr/ |      |
| Sport | volleyboll         |      |
| Resultat |                    |      |
| \| Kronologisk resultatlista \| Kronologisk resultatlista \| Kronologisk resultatlista \| \| ------------------------- \| ------------------------- \| ------------------------- \| \| Pos. \| Tävling \| År \| \| 9 \| U16/U17-EM[10] \| 2019 \| |                    |      |
| Redigera uppgifter i faktarutan |                    |      |
| Kronologisk resultatlista |                    |      |
| Pos. | Tävling            | År   |
| 9 | U16/U17-EM         | 2019 |

| Kronologisk resultatlista | Kronologisk resultatlista | Kronologisk resultatlista |
| ------------------------- | ------------------------- | ------------------------- |
| Pos.                      | Tävling                   | År                        |
| 9                         | U16/U17-EM                | 2019                      |